# Alejandro Flores Pinaud
Alejandro Flores Pinaud (Santiago de Chile, 9 de febrero de 1896-6 de enero de 1962) fue un actor, poeta y dramaturgo chileno.

## Carrera artística
Estudió en los colegios Patrocinio de San José y San Pedro Nolasco. Siendo joven, se interesó en la carrera teatral, pero solo reconoció su verdadera vocación cuando entró en contacto con el actor y poeta español Bernardo Jambrina. Comenzó a escribir varias piezas líricas, con una de las cuales montó en 1919 un espectáculo que presentó en el Teatro Comedia, titulado El derrumbe, donde no solo era el creador del guion, sino también había interpretado el papel principal. Dos años después, su obra Malhaya tu corazón repitió el éxito de su ópera prima. 
También hizo carrera en Argentina, donde en 1922 contrajo matrimonio con Carmen Moreno Jofré y allí trabajó en el filme Su esposa diurna (1944) dirigido por Enrique Cahen Salaberry. Fue un devoto admirador de los próceres de la Independencia de Chile, razón que lo llevó a convertirse en un paciente coleccionista de cuanto objeto se vinculara con ellos. Una de las manifestaciones concretas de este sentimiento fue la creación del Museo de la Patria Vieja, en una céntrica casa de Rancagua, donde residió por espacio de algunos años. Este recinto abrió sus puertas el 24 de octubre de 1950, y concurrió a su inauguración el primer mandatario de la época, Gabriel González Videla, y un buen conjunto de autoridades y vecinos respetables de la ciudad.
Por otro lado, pocas personas saben que don Alejandro Flores Pinaud es el verdadero autor de los versos de la famosa canción "Sapo cancionero", interpretada por el conjunto folclórico argentino Los Chalchaleros. El título original de esos versos es "Sapo trovero".
En 1946, el gobierno chileno distinguió su carrera con el Premio Nacional de Arte.
Falleció a las 9:23 del 6 de enero de 1962 en la Posta Central, en donde se recuperaba de un infarto que había sufrido el 3 de enero.